# 増田英彦
増田 英彦（ますだ ひでひこ、1970年（昭和45年）2月9日 - ）は、日本のお笑いタレント。お笑いコンビ・ますだおかだのボケ担当。相方は岡田圭右。大阪府守口市出身。松竹芸能所属。
単独で出演する番組では「ますだおかだ増田」という名義も用いる。

## 経歴
大阪府守口市の出身で、門真市ふじ幼稚園・守口市立梶小学校・守口市立梶中学校・大阪電気通信大学高等学校普通科を卒業後に関西外国語大学短期大学部へ入学。その後に関西外国語大学外国語学部英米語学科の3年へ編入した。ちなみに、「ますだおかだ」での相方である岡田は、短期大学部時代のクラスメイトである。
関西外国語大学短期大学時代には、学友会の会長を務める。演劇部にも所属していたが演劇をすることはなく、キャンパス内でお笑いライブを開催。同級生とコンビ（コンビ名・どりあんず）を組んで漫才をしていた。ちなみに後に「ますだおかだ」の相方となる岡田もそのお笑いライブに出演し、同級生とコンビ（コンビ名・ツインズ）を組んでショートコントをしていた。当時は増田も岡田もボケ担当。そのライブの模様は発売されているDVD「爆笑オンエアバトル〜ますだおかだ〜」の中に収録されている。学園祭で司会をしていた4年生の時に、松竹芸能からのスカウトを受けて、岡田を誘い松竹芸能タレント養成所へ通い始めた。しかし、短期大学部を卒業後に専門学校へ進学していた岡田が、芸能界入りに難色を示したことから直接のデビューには至らなかった。
大学4年次、奈良テレビから内定をもらうも辞退している。
大学卒業後の1992年に、広告代理店の大広へ入社。営業部員として、阪神タイガースなどの広告の仕事に携わったが9ヶ月で退社。クツワに勤務していた岡田を説得。岡田をクツワから退社させた上で、岡田と共に再び松竹芸能タレント養成所の門を叩いた。
1993年に、岡田と「ますだおかだ」を結成して初舞台を踏む。松竹芸能タレント養成所での同期はオセロで、吉本興業では大阪NSC12期生とほぼ同期に当たる。
1994年には「ますだおかだ」として、大阪で、第15回ABCお笑い新人グランプリ〜最優秀新人賞〜・第24回NHK上方新人コンテスト〜最優秀新人賞〜・第29回上方漫才大賞〜新人奨励賞〜を獲得。東京でも、テレビ朝日「GAHAHAキング」で10週勝ち抜きチャンピオンになる。
1999年には「ますだおかだ」として、NHK「爆笑オンエアバトル」で番組史上初パーフェクト545キロバトルを出す。
2001年には「ますだおかだ」として、第36回上方漫才大賞〜奨励賞〜・第30回上方お笑い大賞〜話題賞〜を受賞。
2002年には「ますだおかだ」として、平成13年度咲くやこの花賞〜大衆芸能部門〜・第37回上方漫才大賞〜大賞〜を受賞。そして「ますだおかだ」として、東京へ進出してM-1グランプリで優勝したことをきっかけに、「ますだおかだ」として、全国ネットの番組にも活躍の場を広げてる。
2004年には「ますだおかだ増田」として、詩集「ますだおかだの漫才詩」を発売。
2007年には「ますだおかだ増田」として、大阪天満繁昌亭や浅草東洋館に創作落語で出演。
2008年には「増田政夫」名義でCDデビュー。オリコン週間ランキング〜演歌歌謡曲部門〜第12位。
2009年頃からは、「ますだおかだ」としての活動を続けるかたわら、関西地方を中心に単独でテレビの司会・レギュラーやラジオ番組のパーソナリティを務める機会が「ますだおかだ」としてのコンビ活動よりも増加。増田は後に自身が出演するラジオ番組で「40歳になるのを機に仕事のスタンスを変えた」と語っている。この頃から始まった『かんさい情報ネットten.』（読売テレビ）では、水曜日にコメンテーター兼ロケコーナー「お宝発見!街かど★トレジャー」担当としてレギュラー出演。同番組の水曜放送分は、「街かど★トレジャー」の人気の高さと相まって、関西地区の週間視聴率ランキングでしばしば5位以内に入っている。
『クイズ!ヘキサゴンII』（フジテレビ）にもコンビで出演していたが、増田は2009年3月を最後に出演はなくなった。(岡田は最終回まで出演)
2010年にはEテレ『テレビでハングル講座』出演（生徒役）の際に独自で考えた韓国語の覚え方をまとめた著書「ますだ式ダジャレで覚える韓国語」を発売。ベストセラーとなりアプリにもなっている。
2012年には藤山直美と高畑淳子の主演舞台『ええから加減』で、漫才コンビを演じる藤山直美と高畑淳子の漫才指導と監修をつとめる。この舞台で藤山直美と高畑淳子は第38回菊田一夫演劇賞演劇大賞を受賞している。
2014年2月に大阪松竹座で上演された「道頓堀喜劇祭り」で、舞台俳優としてのデビューを果たした。

## 人物
- 桂三度とは中学校のクラスメートである。芸歴では三度が増田の一年先輩に当たるが、中学校の同級生でもあるため、増田は公私にかかわらず三度を本名の「あつむ」と呼ぶ。2013年に放送されたNHK「ええトコ」では中学時代に埋めたタイムカプセルを2人が同級生と一緒に掘り出した。また中川家（剛・礼二）も増田と同じ小学校・中学校を卒業。剛が増田の1年後輩、礼二が2年後輩に当たる。
- 高校時代には柔道部で活動。柔道初段、書道初段、珠算準1級、英検2級といった資格を持つ[2]。一方で新日本プロレスのリングアナウンサーを志し、アントニオ猪木に手紙を送ったこともある。当時は全日本女子プロレス、特に長与千種のファンで、1986年11月に行われた長与とダンプ松本の「髪切りデスマッチ」を生観戦しており、試合後丸刈りにされたダンプの髪の毛を回収し保管していた。後にその髪の毛を『開運!なんでも鑑定団』（テレビ東京系）に持ち込んで鑑定してもらっている[3]。
- 大学3年生時には競艇選手を目指し、本栖研修所70期生への入学試験を大阪会場で受験。1600人の受験者から60人（大阪会場では約300人の受験者から3人）しか合格できない難関を突破したものの、1週間の仮入所の末「自分には（競艇選手が）向いてないんじゃないかと思った。それに、やっぱり漫才師になりたかった」として入学を辞退した[4]。この時の経歴からボートレース関連の番組に出演することも多い。なお増田と同じ70期生からは濱野谷憲吾、向所浩二、安田政彦などの競艇選手を輩出している[5]。
- 大学4年生になったばかりの1991年4月19日（金曜日）には、『サンテレビボックス席』の阪神対中日ナイトゲーム中継（実況：西澤暲、解説：工藤一彦）に、「ファン招待席」（当時夏休み以外のシーズンに実施していた企画）の一環として阪神甲子園球場の放送席から出演。当時は就職活動の最中でもあったため、（第一志望の会社であった）大広へ入社したい旨を放送中に熱弁したばかりか、（このシーンを含む）出演時の録画映像を収めたビデオテープを大広の面接試験の前日に面接会場へ届けた。本人によれば、その映像が面接で話題に上ったことが、卒業後（1992年度）の入社への決め手になったという。
  - 2024年6月22日（土曜日）にサンテレビで編成されていた『上沼サン!テレビ』（後述する実父と同じ淡路島出身の上沼恵美子が司会を務めた開局55周年記念特別番組）では、中継の冒頭で増田が西澤から「タイガース大好きボーイ」と紹介されていたシーンのアーカイブ映像を、「サンテレビOBアナウンサー」の谷口英明によるナレーション付きで放送。この映像には、当時から増田と親交のあった岡田圭右（当時22歳）が、放送席の斜め左後方の座席で眼鏡を掛けながら増田を見届けている姿も写っていた。放送の翌週（同月27日）に増田が『ますだおかだ増田のラジオハンター!』（朝日放送ラジオの生放送番組）で語ったところによれば、ハガキでの応募による抽選に当たったことを受けての出演で、「当選者への特典」として（岡田のような）関係者も放送席後方の内野席に2名まで招待されていたという。谷口のナレーションは、このような経緯を背景に、「『ますだおかだ』のテレビ初出演は、『サンテレビボックス席』だったかも知れません」というコメントで締めくくられていた。
- 大広に同期で入った社員に、2023年4月から同社の代表取締役社長を務める泉恭雄や、大学時代から俳優として活動している佐々木蔵之介がいる。佐々木については、自身より2歳年上ながら、同期のよしみで現在に至るまで「佐々木」と呼んでいる。その縁で、芸能界に入ってからは、互いが出演する番組にゲストで出演することも多い。2018年には、『黄昏流星群』（フジテレビが制作する連続ドラマ版）で、「若葉銀行（架空の銀行）に同期で入社した銀行員」という大広時代さながらの役柄で共演。増田の役名（横尾）は、大広時代の同期生の1人で、現在も同社に勤務する社員の苗字と同じであるという[6]。
  - 大広が1992年度に新卒扱いで採用した社員には、増田や佐々木以外にも短期間で退社した人物が多く、そのうちの1人（荻巣聡子）は在籍中からの乗馬好きが高じて「オギオギ牧場」（サラブレッドを生産する牧場）を北海道新ひだか町で経営している。増田と佐々木は荻巣と疎遠になっていたが、2023年に『ささき・ますだの北海どう期旅』（フジテレビの特別番組）の道内ロケで30年振りの再会を果たした。ちなみに、この番組のプロデューサー（「オフィスながも」代表の永盛健之）も大広時代の同期社員で、上記の関係を踏まえて「オギオギ牧場」での再会を企画したという。
- 1997年には、大学時代の後輩に当たる一般女性と結婚。しかし、松竹芸能から「芸人として一人前になるまでは結婚するな」と言われていたため、同社はおろか相方の岡田にも結婚の事実を知らせていなかった。M-1グランプリで優勝した後の2003年2月単独ライブでファンに発表と謝罪をした。その一方で、結婚後に出演した番組では、「好きな女性アナウンサー」として加藤明子（朝日放送→朝日放送テレビ）や坂口愛美（愛媛朝日テレビ→文化放送）などの名を繰り返し挙げている。
- プロスポーツでは、阪神タイガースおよび総合格闘技の大ファン[7]。出演するラジオ番組では、辛口のネタや知る人ぞ知る情報・エピソードを交えた鋭い見解をしばしば披露するほか、リスナーからのマニアックなメッセージや投稿を積極的に取り上げている。また、在阪各局が関西ローカル向けで放送する阪神戦中継にも、年に数回単独（またはオリックス・バファローズファンの岡田と共同）でゲスト出演。『MBSタイガースライブ』（MBSラジオが2013年まで放送していたプロ野球中継）で同年9月23日に放送された阪神対東京ヤクルトスワローズデーゲーム中継（阪神甲子園球場）では、「増田英彦のDJタイガースライブ」と称して、試合の実況を任された。その一方で、2019年1月14日に札幌市大倉山ジャンプ競技場で催されたHBCカップジャンプ競技会（スキージャンプの国際大会）では、北海道放送がTBS系列全国ネット向けに制作したテレビ中継の総合司会（スタジオMC）を務めている。
- 野球好きが高じて自ら野球チームを結成し、選手兼監督をしている。鬼コーチであまりの怖さに、メンバーの海原はるかは行きたくないが電話するのも怖かったため、妻に電話させたほど怖いという。ジャニ勉にて村上信五が「今度野球一緒にやりましょう！ジャニーズWEST連れて行きますんで」と答えたら「ほな、はるか師匠外してもよろしいか？」と聞いていた。
- 『お笑い芸人歌がうまい王座決定戦スペシャル』（フジテレビ）で「ますだおかだ」として優勝した経験を持つなど、芸人の域を超えた歌唱力の高さに定評がある。2007年には、歌に特化した単独ライブを大阪で開催[2]。2008年には、『ますだおかだのオールナイトニッポン』（ニッポン放送）での企画を基に、実父の名前である「増田政夫」名義でCDデビューを果たした。『クイズ!ヘキサゴンII』（フジテレビ）では、岡田と違ってヘキサゴンファミリーとしての歌手活動にはレコード会社の契約上、加わらなかった。
- 浜田省吾のファンであることを公言。ファンクラブ会員であり、本人とも親交がある。
- 「増田政夫」としてのCDデビュー曲『淡路島』は、亡父・政夫の出身地（兵庫県南あわじ市松帆[8]）である淡路島を代表する歌がないことを背景に、『ますだおかだのオールナイトニッポン』の企画の一環として「ますだおかだ増田」名義で自ら作詞・作曲を担当[2]。親交ある演歌歌手・香田晋による歌唱を想定していたため、同番組の最終回（2007年3月30日放送分）では、香田をゲストに迎えたうえで放送中にプレゼンテーションを実施した。しかし、一転、増田自身が「増田政夫」として番組終了後の2008年6月11日に『淡路島』を発表するに至った。増田は、同月12日放送の『うたばん』（TBSテレビ）で『淡路島』を歌ったほか、CD発売を機に淡路島・大阪府堺市・神戸市長田区・ラゾーナ川崎などでミニコンサートを開いている[9]。2021年、淡路島観光PR動画「淡路島湯けむりサスペンス劇場」に友情出演した[10]。
- 趣味の一つとして、折に触れてポエムを作っている。デビュー当時にメインパーソナリティをつとめていた『ヤンタンあそびのWA!!』（MBSラジオ）のコーナー「恋の筆まめ」で披露したり、『ますだおかだのオールナイトニッポン』（ニッポン放送）では、自作の詩を朗読する一方で、「松竹ばなな」と称してリスナーからオリジナルの詩の投稿を募集・紹介していた。2004年には詩集「ますだおかだの漫才詩」を発売。現在出演中のラジオ番組『関西ラジオワイド』（NHK大阪放送局）でも、「増田師範」という名義で、隔週木曜日に「増田英彦の夕刊ポエム」という詩の投稿コーナーを担当している。
- 普段のヘアスタイルは短髪であるが、「道頓堀喜劇祭り　笑って泣いて　お・も・て・な・し」の公演期間中には、役作りの一環で丸坊主に変えている。2014年1月29日に『かんさい情報ネットten.』（読売テレビ）で放送の「お宝発見!街かど★トレジャー〜」（増田がレギュラーで担当するロケコーナー）では、ロケの一環で立ち寄った大阪市内の理髪店で断髪に臨む映像が流された[11]。ちなみに、関西外国語大学時代に岡田と所属していた演劇部では、お笑いライブに明け暮れた影響で演劇に一切取り組めなかったと語っている[1]。

## レギュラー番組
増田単独での出演番組のみ記載。「ますだおかだ」として岡田と共演している番組および、岡田とは異なる曜日に出演している帯番組については当該項で詳述。

### 現在（2023年10月以降）

#### テレビ
- かんさい情報ネットten.（読売テレビ）- 水曜日（スタジオパネラー兼「お宝発見! 街かどトレジャー」リポーター）
- 虎ヲタ～知ればアナタも人気者～（スカイA、2020年4月から月に1回放送）
- 御社でインターンよろしいでしょうか?（2021年11月27日 - 、BS-TBS） - ドランクドラゴンと交代で出演
- おはよう朝日です（朝日放送テレビ） - 2023年10月から「ゲストコメンテーター」として月に1回のペースで出演

#### ラジオ
- ますだおかだ増田のラジオハンター!（朝日放送ラジオ） - パーソナリティ（「ABCパワフルアフタヌーン」の木曜枠で2021年10月から放送）
- 関西ラジオワイド（NHK大阪放送局） - 隔週木曜日（『ラジオハンター!』の本番後）に「増田英彦の夕刊ポエム」へ出演

### 過去

#### テレビ
- 痛快!エブリデイ（関西テレビ）
- アップ&UP!（同上）
- 胸いっぱいサミット（同上）
- テレビでハングル講座（NHK教育テレビ）
- チャレンジ!ホビー『めざせ! ロックギタリスト』（同上）
- 名作ホスピタル（同上）
- MY MO SEOUL（TOKYO MX）
- 飛び出せ!MY MO SEOUL（同上）
- 韓バラ!（同上）

#### ラジオ
- OBCブンブンリクエスト（ラジオ大阪） -  火曜日（メインパーソナリティ）
- 知ってる?24時。（ニッポン放送） - 月 - 木曜日（メインパーソナリティ）
- 週末でR（毎日放送） - メインパーソナリティ
- MBSサウンドキングダム（同上） -  火曜日の第1部（「王様」と称してメインパーソナリティを担当）
- with…夜はラジオと決めてます（同上）- 木曜日（メインパーソナリティ）
- 週刊ますだスポーツ（同上） - 2013・2014年度のナイターオフ番組
- MBSタイガースライブ番外編（同上） - メインパーソナリティ
- MBSベースボールパーク　みんなでホームイン!（同上） - 2015年度メインパーソナリティ（『週刊ますだスポーツ』を事実上引き継いだ火曜分に出演）
- ファイターズDEナイト!（北海道放送）「ファイターズファン養成講座」 - 2015年度ナイターオフ期間の毎週水曜日に放送
- アナウンサーのディープな夜（NHKラジオ第一） - メインパーソナリティ
- よなよな…（朝日放送ラジオ） - 火曜日パーソナリティ（2018年4月から2021年9月の番組終了まで担当）

## 連載コラム
- ますだおかだ増田のセンターマイク（デイリースポーツ） - 毎月第1木曜日に掲載
  - 『デイリースポーツ』では、中西正男（芸能ジャーナリスト）が同社の大阪報道部で芸能担当記者を務めていた時期にも連載コラムを執筆（タイトル不詳）。コラムの構成を中西が手掛けていたが、中西の退社（2012年8月）を受けて、連載をいったん休止していた。

## ものまねレパートリー
ものまね番組で歌まねを披露することが多い。
- ASKA
- おかけんた
- 尾崎豊
- 桂小枝
- カルロス・トシキ
- 河村隆一
- 吉川晃司
- 木山裕策
- クロちゃん（安田大サーカス）
- 小林旭
- コブクロ
- 近藤真彦
- スキマスイッチ
- 瀬川瑛子
- 武田鉄矢
- 谷村新司
- 谷亮子
- 田原俊彦
- 玉置浩二
- 中村雅俊
- 西川きよし
- 浜田省吾
- 板東英二
- 福山雅治
- 森山直太朗
- 山田ルイ53世(髭男爵)

など

## 出演作品

### 舞台
- 「道頓堀喜劇祭り」（2014年2月7日 - 16日、大阪松竹座） - 松竹新喜劇の名作でもある第1部「一姫二太郎三かぼちゃ」に、藤山扇治郎の弟・四郎役で出演。

### 映画
- レーシング・ストライプス（日本語吹き替え版）（2005年）声優
- 釣りバカ日誌18 ハマちゃんスーさん瀬戸の約束（2007年） - 野沢 役
- デコトラの鷲 火の国熊本親子特急便（2008年）
- オンナゴコロ（2009年）
- スノー・バディーズ 小さな5匹の大冒険（日本語吹き替え版）（2009年）声優
- ルパンの奇巌城（2011年）
- 劇場版 FAIRY TAIL 鳳凰の巫女（2012年）声優

### テレビドラマ
☆印を付けた作品では、大広に同期で入社した後に俳優業へ専念している佐々木蔵之介と共演。

- 恋愛内科25時（TBSテレビ、2005年）
- 陽炎の辻 正月スペシャル 夢の通い路（NHK総合、2009年）
- 連続テレビ小説 だんだん（NHK総合、2009年）
- 産科医・大河内あかね（フジテレビ、2010年）
- 連続テレビ小説 カーネーション（NHK総合、2012年）
- 悪夢ちゃん（日本テレビ、2012年）
- 戦力外捜査官（日本テレビ、2014年）
- ルーズヴェルト・ゲーム 第4話（TBSテレビ、2014年）
- 黄昏流星群☆（フジテレビ、2018年） - 横尾博役
- ミヤコが京都にやって来た! ～ふたりの夏～☆（朝日放送テレビ、2022年） - 岡田役
- 西園寺さんは家事をしない 第2話（TBSテレビ、2024年） - 「ますだおかだ増田」として、岡田缶詰の専務役で出演。

## CM
- 大阪府医師会〜エイズ撲滅キャンペーン〜
- ファースト引越センター
- 摂津水都信用金庫
- ファースト引越センター
- 宝塚ファミリーランド
- カードローンRapido（北海道銀行）
- お笑いTYPHOON!
- アピタ
- ダイドードリンコ〜Dydo自販機〜

以下のCMでは、出演だけにとどまらず、企画や制作にも関与。
- ホテルニューアワジ（朝日放送ラジオとMBSラジオで放送）
  - 大広アド（芸能界へのデビュー前に勤務していた大広の関連会社）が制作に関与していた[12]関係で、出演だけにとどまらず、コピーライティングやディレクションも担当。放送1年目の2022年には、第62回ACC TOKYO CREATIVITY AWARDSラジオ&オーディオ広告部門のAカテゴリーで「ACCシルバー」（銀賞）を受賞した[13]。
- ハタヤリミテッド「ボウフラストッパー『出ちゃい缶』」（朝日放送ラジオで2024年8月から放送）
  - 同社が2024年7月から「令和の子　昭和の子」（『ますだおかだ増田のラジオハンター!』内のリスナー投稿コーナー）のスポンサーへ付いたことを機に、投稿したネタが増田から「令和の子　昭和の子大賞」に選ばれたリスナーへのプレゼントに「出ちゃい缶」（黒い色を好む蚊の習性を踏まえて水だけで蚊やボウフラの幼虫を駆除できる黒色缶）を提供していることを背景に制作。

## ディスコグラフィー
増田単独で発表した作品のみ記載

### CD
- 「淡路島」（2008年6月11日発売、「増田政夫」名義、つばさレコーズ）

### DVD
- 「芸能人落語研究会 お後がよろしいようで 完全版」（2007年10月3日発売、コンテンツリーグ）

### 書籍
- 「ますだ式ダジャレで覚える韓国語」（2010年10月15日発売、学研パブリッシング、ISBN 978-4-05-303263-8）
- 「ますだおかだの漫才詩」（2004年発売、幻冬舎）

## 連載
増田単独で行った新聞や雑誌の連載のみ記載
- 「復活！ますだおかだ増田のセンターマイク」 （デイリースポーツ 2019年〜）
- 「増スポ」 （デイリースポーツ 2010年〜2012年）
- 「ますだおかだ増田のセンターマイク」 （デイリースポーツ 2003年〜2010年）
- 「リングサイドを遠く離れて」 （プロレス専門誌Gスピリッツ 2007年〜2008年）
- 「もひとつの○曜日」 （Boon 2003年〜2004年）
- 「財団法人ますだおかだ」 （夕刊フジ〜西日本版〜 2000年〜2002年）